# Hubbard Lake
Hubbard Lake é uma Região censo-designada localizada no estado americano de Michigan, no Condado de Alcona.

## Demografia
Segundo o censo americano de 2000, a sua população era de 993 habitantes.

## Geografia
De acordo com o United States Census Bureau tem uma área de
58,3 km², dos quais 22,9 km² cobertos por terra e 35,4 km² cobertos por água. Hubbard Lake localiza-se a aproximadamente 222 m acima do nível do mar.

## Localidades na vizinhança
O diagrama seguinte representa as localidades num raio de 32 km ao redor de Hubbard Lake.